# Fumana fontqueri
Fumana fontqueri Güemes  är en dvärgbuske i släktet barrsolvändor, som ingår i familjen solvändeväxter. 
Kompletterande syatematikdata
- subclass = Magnoliidae Novák ex Takht.
- superorder =  Rosanae Takht.

## Beskrivning
Blomman 26–28 mm diameter.
Frukten är en kapsel innehållande 9 frön.
Växten är hotad p.g.a. att betande getter äter blommor och frukter, innan några mogna frön kan svara för artens bestånd. 

### Historia
Fumana fontqueri hittades av Güemes 1932, men den vetenskapliga beskrivningen med den nya växtens namn Fumana fontqueri publicerades inte förrän 1999. (Folia Geobotanica et Phytotaxonomica, nr 34, sida 365.)
Pius Font Quer hittade den redan 1929 eller 1930 under en expedition i Marocko, och rapporterade fyndet 1931 i Mem. Real Acad. Ci. Barcelona, nr 12, sidorna 335 – 352: Nota sobre la flora subalpina de la cumbre de Lexhab (Marruecos) (Anteckningar rörande växter på den subalpina sluttningen av Lexhab (Marocko) ), men utan fullständig vetenskaplig beskrivning.
Antagligen kände Güemes till rapporten, vilket skulle kunna vara anledningen till att han gav växten namnet fontqueri.

### Underarter
Inga underarter finns listade i Catalogue of Life.

## Habitat
Norra Marocko, Rifbergen, Mount Lexhab.
Nordsidan av bergsluttning på 1 600–1 900 m ö h.

## Biotop
Kalkrik mark.

## Etymologi
- Släktnamnet Fumana kommer av latin fumo = rökande, ångande. Vad det syftar på är oklart.
- Artepitetet fontqueri är en eponym hedrande Pius Font Quer.